# Polygonum stypticum
Polygonum stypticum là một loài thực vật có hoa trong họ Rau răm. Loài này được Cham. & Schltdl. miêu tả khoa học đầu tiên năm 1828.